# Aterm

aterm — эмулятор терминала для X Window System, основанный на rxvt 2.4.8 (в 1999 году). Поддерживает цветной терминал VT100, обеспечивает базовую псевдопрозрачность.
Разрабатывался как часть экосистемы вокруг оконного менеджера AfterStep, в 2008 году разработка aterm была прекращена в пользу urxvt, ставшего основным эмулятором терминалом для AfterStep.